# Кубок Австрії з футболу 1928—1929
Кубок Австрії з футболу 1929 — 11-й розіграш турніру. Переможцем змагань вперше став столичний клуб «Вієнна».

## Чвертьфінали
| Переможці          | Рахунок | Переможені    |
| ------------------ | ------- | ------------- |
| «Вієнна»           | 12:0    | «Оттакрінгер» |
| «Рапід»            | 4:3     | «Адміра»      |
| «Вінер АК»         | 2:1     | «Аустрія»     |
| «Вінер Шпорт-Клуб» | 6:3     | «Герта»       |

## Півфінали
| Переможці  | Рахунок  | Переможені         |
| ---------- | -------- | ------------------ |
| «Вієнна»   | 3:1      | «Вінер Шпорт-Клуб» |
| «Вінер АК» | 4:4, 3:6 | «Рапід»            |

## Фінал
| 30 травня 1929 |

| «Вієнна»                           | 3 — 2      | «Рапід»                |
| ---------------------------------- | ---------- | ---------------------- |
| Гібіш 26' Герольд 39' Гшвайдль 54' | (Протокол) | 44' Кабурек 70' Кірбес |

| «Гоге Варте», Відень Глядачів: 35 000 Арбітр: Юліус Цвікер |

| Вієнна           |                   |
|                  |                   |
| ВР               | Карл Горешовський |
| ЗХ               | Карл Райнер       |
| ЗХ               | Йозеф Блум        |
| ПЗ               | Отто Каллер       |
| ПЗ               | Леопольд Гофманн  |
| ПЗ               | Леонард Маху      |
| НП               | Йозеф Студенік    |
| НП               | Карл Герольд      |
| НП               | Фрідріх Гшвайдль  |
| НП               | Франц Цілльбауер  |
| НП               | Леопольд Гібіш    |
| Тренер:          |                   |
| Фердинанд Фрітум |                   |

| Рапід                          |                   |
|                                |                   |
| ВР                             | Франц Гріфтнер    |
| ЗХ                             | Роман Шрамзайс    |
| ЗХ                             | Франц Краль       |
| ПЗ                             | Йоганн Гоффманн   |
| ПЗ                             | Йозеф Смістик     |
| ПЗ                             | Йоганн Луеф       |
| НП                             | Віллібальд Кірбес |
| НП                             | Франц Веселік     |
| НП                             | Маттіас Кабурек   |
| НП                             | Йоганн Хорват     |
| НП                             | Фердинанд Весели  |
| Тренер:                        |                   |
| Діоніс Шьонекер / Едуард Бауер |                   |